# Die Welt

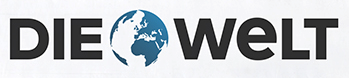
Logo 2015

Die Welt (El Món) és un diari alemany. Fou fundat a Hamburg l'any 1946 per les forces d'ocupació britàniques. La seva ideologia política és conservadora. El 1953, l'empresari Axel Springer va comprar el diari i des d'aleshores l'editorial epònim Axel Springer AG va continuar-ne la publicació.
La difusió mitjana de Die Welt ronda els 254.785 exemplars venuts a més de 130 països. Posseeix edicions regionals a Berlín i Hamburg; l'any 2002 es crea una edició a Baviera. A Bremen i Hamburg existeix un suplement local que es reparteix diàriament. A més, publica una versió en format més petit, Die Welt Kompakt, i el diari del diumenge 'Welt am Sonntag.
El 1993 la seu del diari va desplaçar-se d'Hamburg a Berlín.